# ناحیه البا، شهرستان لاپیر، میشیگان
ناحیه البا (به انگلیسی: Elba Township) یک منطقهٔ مسکونی در ایالات متحده آمریکا است که در شهرستان لپیر، میشیگان واقع شده‌است.
 ناحیه البا ۸۸٫۱ کیلومتر مربع مساحت و ۵٬۲۵۰ نفر جمعیت دارد و ۲۵۹ متر بالاتر از سطح دریا واقع شده‌است.